# Vasile Zeiher
Vasile Zeiher (Lapteacru) (* 18. července 1971) je bývalý původem moldavský zápasník-volnostylař, který od roku 1998 reprezentoval Německo.

## Sportovní kariéra
Sportovně vyrostl v dnešním Moldavsku. Po rozpadu Sovětského svazu v roce 1991 šel za lepšímu životními podmínkami do Německa. V roce 1995 se oženil s dcerou svého německého trenéra Reinharda Zeihera a přijal příjmení jejich rodiny. Od roku 1998 Německo reprezentoval v zápasu ve volném stylu. V roce 2000 se z druhé fáze olympijské kvalifikace kvalifikoval ve váze do 54 kg na olympijské hry v Sydney, kde prohrál oba zápasy v základní skupině a nepostoupil do vyřazovacích bojů. Sportovní kariéru ukončil v roce 2004 po nevydařené kvalifikaci na olympijské hry v Athénách.

## Výsledky
| Olympijské hry     |    |   |   | — |   |    |     | úč. |   |     |     |
| Mistrovství světa  | —  | — | — |   | — | 7. | úč. |     | — | úč. | úč. |
| Mistrovství Evropy | 5. | — | — | — | — | 6. | úč. | —   | — | —   | 7.  |